# Renée (band)
Renée is een Nederlandse band.

## Geschiedenis
Renée werd rond 1977, 1978 gevormd uit de formatie René and The Alligators (tevens opererend onder de naam Toby Collar), waarvan René Nodelijk (gitaar) sinds de oprichting eind 1959 de spil was. Leadzangeres was zijn echtgenote Anja Exterkate. Exterkate en Nodelijk vormden de vaste leden van de band, aangevuld met wisselende bandleden.
In 1978 werd het debuutalbum Renée opgenomen. De eerste single Sweet nothings (een coverversie van Brenda Lee) bereikte de Top 40, en ook in België, Duitsland, Oostenrijk en Oost-Duitsland had de groep er succes mee. Renée mocht om die reden eigen composities opnemen. Nodelijk componeerde de nummers en Exterkate schreef de teksten. Ze kwamen onder het management van Frits Hirschland (tevens de manager van Earth & Fire) en deze liet Bert Ruiter van Earth & Fire als hun producer optreden, met If you wanna be a rock & roller als eerste resultaat. In 1980 werd een tweede album Reaching for the sky uitgebracht. De muziekstijl was veranderd van rock-'n-roll naar synthpop. Maar succes bleef uit en de singles Jimmy en Come closer flopten. Desondanks werd Exterkate eind 1980 uitgeroepen tot de meest belovende zangeres door de lezers van Hitkrant.
In 1982 ging Exterkate ook solo optreden onder de naam Renée, en beleefde ze haar grootste succes. Een derde album The future none can see werd uitgebracht en de single High time he went haalde de top 10 in Nederland. In Noorwegen bereikte High time he went de tweede positie in de hitlijsten.
Later trad Exterkate weer op met haar echtgenoot en de groep onder de naam Renée & the Alligators. De laatste single die Renée uitbracht, in 2005, heet Copper coloured skies (als promotie van het verzamelalbum The complete collection '80-'84).

## Bandleden
De bandleden zijn naast Exterkate en Nodelijk: Arie Nijkerk (gitaar), Fred Severin (basgitaar) en Ruud Saelman (drums). Muzikanten die hebben bijgedragen aan de albums van Renée zijn onder meer Tom Barlage (saxofoon), Ton Scherpenzeel (toetsenist), Eddie Conard (percussie), Jan Hollestelle (basgitaar), Bert Ruiter (basgitaar), Okkie Huijsdens (keyboard) en Ab Tamboer (drums). Bandleden waren onder anderen John Meijer (drums), Ab Tamboer (drums), Huib van Straten (basgitaar), Albert Doornik (bas en slaggitaar), Hans Waterman (drums) en Dick Florijn (drums).

## Discografie

### Albums
Niet in de tabel genoemd
- Ready to Rock & Roll (1978, heruitgebracht 1980)
- Reaching For the Sky (1980)
- Sometimes You Cry (1983, soloalbum Anja Exterkate)
- Renée (1989, andere uitvoering dan versie uit 1978)
- Renée and the Alligators (1994)
- The Complete Collection '80-'84 (2005)

| Album                   | Verschijnen | Label | Hitlijsten | Hitlijsten |
| Album                   | Verschijnen | Label | NL1        | NL1        |
| Album                   | Verschijnen | Label | Piek       | Weken      |
| ----------------------- | ----------- | ----- | ---------- | ---------- |
| Renée                   | 1978        | CNR   | 50         | 1          |
| The Future None Can See | 1982        | CNR   | 43         | 1          |

### Singles
Niet in de tabel genoemd
- If You Wanna Be a Rock & Roller (1980)
- Stranded Lady (1981)
- You're a Liar (1982)
- Seventeen (1982)
- Give Me a Break (1983)
- Take Some Pills (1984)
- Copper Coloured Skies (2005)

| Lied                           | Verschijnen    | Album                   | Hitlijsten | Hitlijsten | Hitlijsten  | Hitlijsten  | Hitlijsten    | Hitlijsten    |
| Lied                           | Verschijnen    | Album                   | BE (VL)    | BE (VL)    | NL (Top 40) | NL (Top 40) | NL (Top 100)1 | NL (Top 100)1 |
| Lied                           | Verschijnen    | Album                   | Piek       | Weken      | Piek        | Weken       | Piek          | Weken         |
| ------------------------------ | -------------- | ----------------------- | ---------- | ---------- | ----------- | ----------- | ------------- | ------------- |
| Sweet Nothings                 | 1978           | Renée                   | 15         | 6          | 14          | 8           | 15            | 10            |
| A Whole Lotta Shakin' Goin' On | 4 januari 1979 | Renée                   | —          | —          | 34          | 3           | 43            | 3             |
| Sad Man                        | juni 1980      | Reaching For the Sky    | —          | —          | tip11       | —           | —             | —             |
| Jimmy                          | 1980           | Reaching For the Sky    | —          | —          | tip5        | —           | —             | —             |
| Come Closer                    | 1980           | Reaching For the Sky    | —          | —          | tip3        | —           | 23            | 5             |
| High Time He Went              | 1982           | The Future None Can See | 15         | 6          | 8           | 8           | 11            | 7             |
| Sometimes You Cry              | 1983           | Sometimes You Cry       | —          | —          | tip8        | —           | —             | —             |